# 刘伶
刘伶（約221年—300年），字伯伦，沛国（今安徽宿县）人，“竹林七贤”之一。曾为建威参军。晋武帝泰始初，对朝廷策问，强调无为而治，以无能罢免。平生嗜酒，曾作《酒德颂》，宣扬老庄思想和纵酒放诞之情趣，对传统“礼法”表示蔑视。

## 传记與笔记
《晋书·列传十九·刘伶》载其：身长六尺，容貌甚陋。放情肆志，常以细宇宙齐万物为心。澹默少言，不妄交游，与阮籍、嵇康相遇，欣然神解，携手入林。初不以家产有无介意。常乘鹿车，携一壶酒，使人荷锸而随之，谓曰：“死便埋我。”其遗形骸如此。尝渴甚，求酒于其妻。妻捐酒毁器，涕泣谏曰：“君酒太过，非摄生之道，必宜断之。”伶曰：“善！吾不能自禁，惟当祝鬼神自誓耳。便可具酒肉。”妻从之。伶跪祝曰：
|  | 天生刘伶，以酒为名。一饮一斛，五斗解酲。妇人之言，慎不可听。 |

仍引酒御肉，隗然复醉。尝醉与俗人相忤，其人攘袂奋拳而往。伶徐曰：“鸡肋不足以安尊拳。”其人笑而止。
《世说新语》记载，刘伶恒纵酒放达。或脱衣裸形在屋中，人见讥之。伶曰∶
|  | 我以天地为栋宇，屋室为褌衣。诸君何为入我褌中？ |

## 作品《酒德颂》
有大人先生者，以天地为一朝，万朝为须臾，日月为扃牖，八荒为庭衢。行无辙迹，居无室庐，幕天席地，纵意所如。止则操卮执觚，动则挈榼提壶，唯酒是务，焉知其余？ 
有贵介公子，缙绅处士，闻吾风声，议其所以。乃奋袂攮襟，怒目切齿，陈说礼法，是非锋起。先生于是方捧罂承槽，衔杯漱醪。奋髯箕踞，枕麴藉糟，无思无虑，其乐陶陶。兀然而醉，豁尔而醒。静听不闻雷霆之声，熟视不睹泰山之形，不觉寒暑之切肌，利欲之感情。俯观万物，扰扰焉如江汉三载浮萍；二豪侍侧焉，如蜾蠃之与螟蛉。

## 延伸阅读
[在维基数据编辑]
 《晉書·卷049》，出自房玄齡《晉書》